# Атласная альциона
Атласная альциона (лат. Caridonax fulgidus) — вид птиц семейства зимородковых (Alcedinidae).

## Описание
Атласная альциона достигает длины около 30 см. Половой диморфизм не выражен. У представителей обоих полов голова черноватая, верхняя часть тела, крылья и хвост иссиня-чёрные, контрастирующими с блестяще-белыми надхвостьем и нижней частью спины; щёки и низ тела белые; клюв ярко-красный; радужная оболочка красная или оранжево-красная, окологлазное кольцо красное; ноги красные или оранжево-красные.

## Систематика
Это единственный вид в одноимённом роде Caridonax. Ранее его включали в состав рода Halcyon. 
Согласно классификации IOC вид монотипичен, но некоторые учёные выделяют два подвида:
- Caridonax fulgidus fulgidus — острова Ломбок и Сумбава.
- Caridonax fulgidus gracilirostris — острова Флорес и Бесар.

## Биотопы
Этот вид является эндемичным для Малых Зондских островов.  Его местообитания — субтропические или тропические влажные равнинные и горные леса.

## Биология

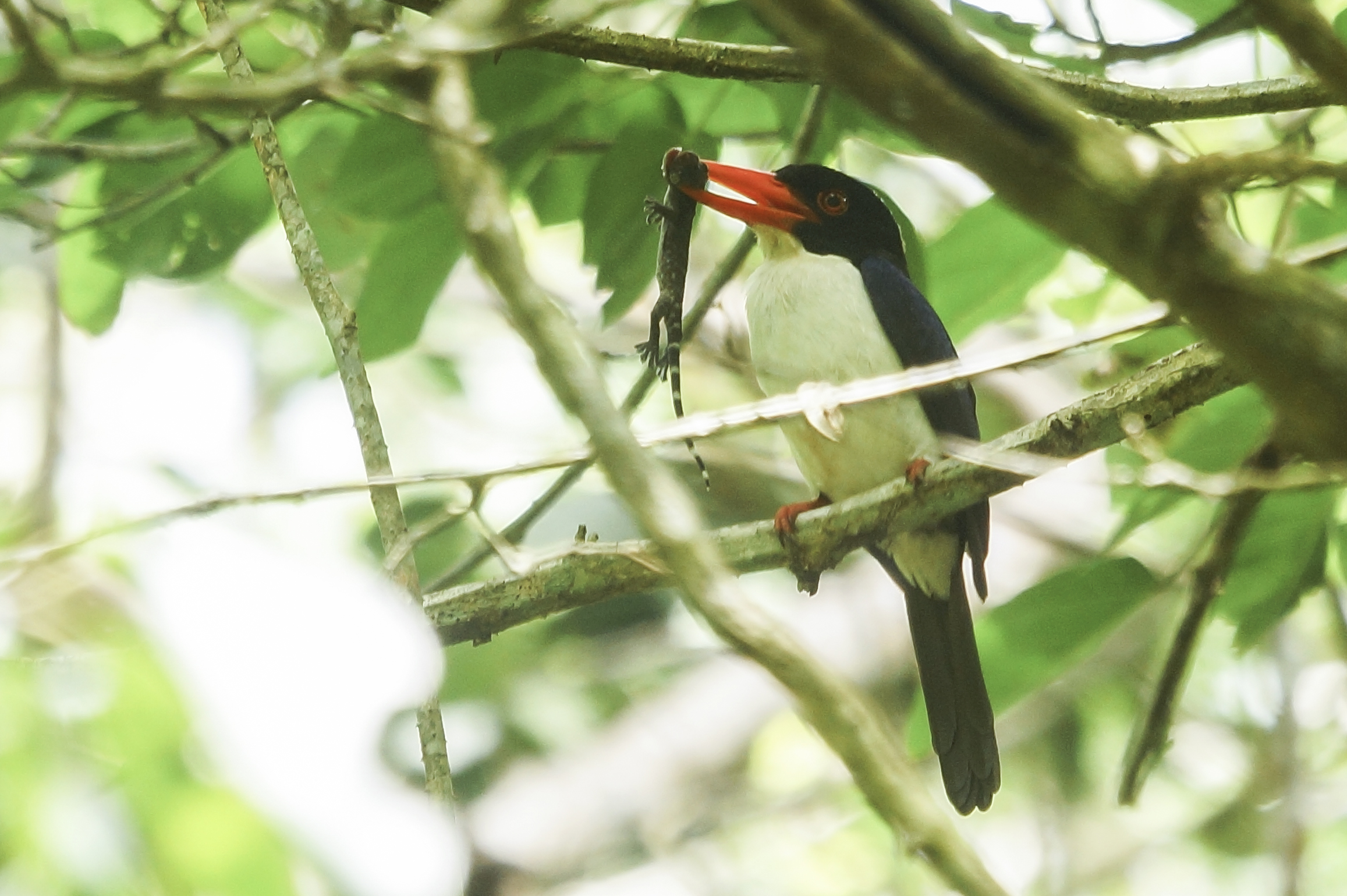
Атласная альциона поймала геккона

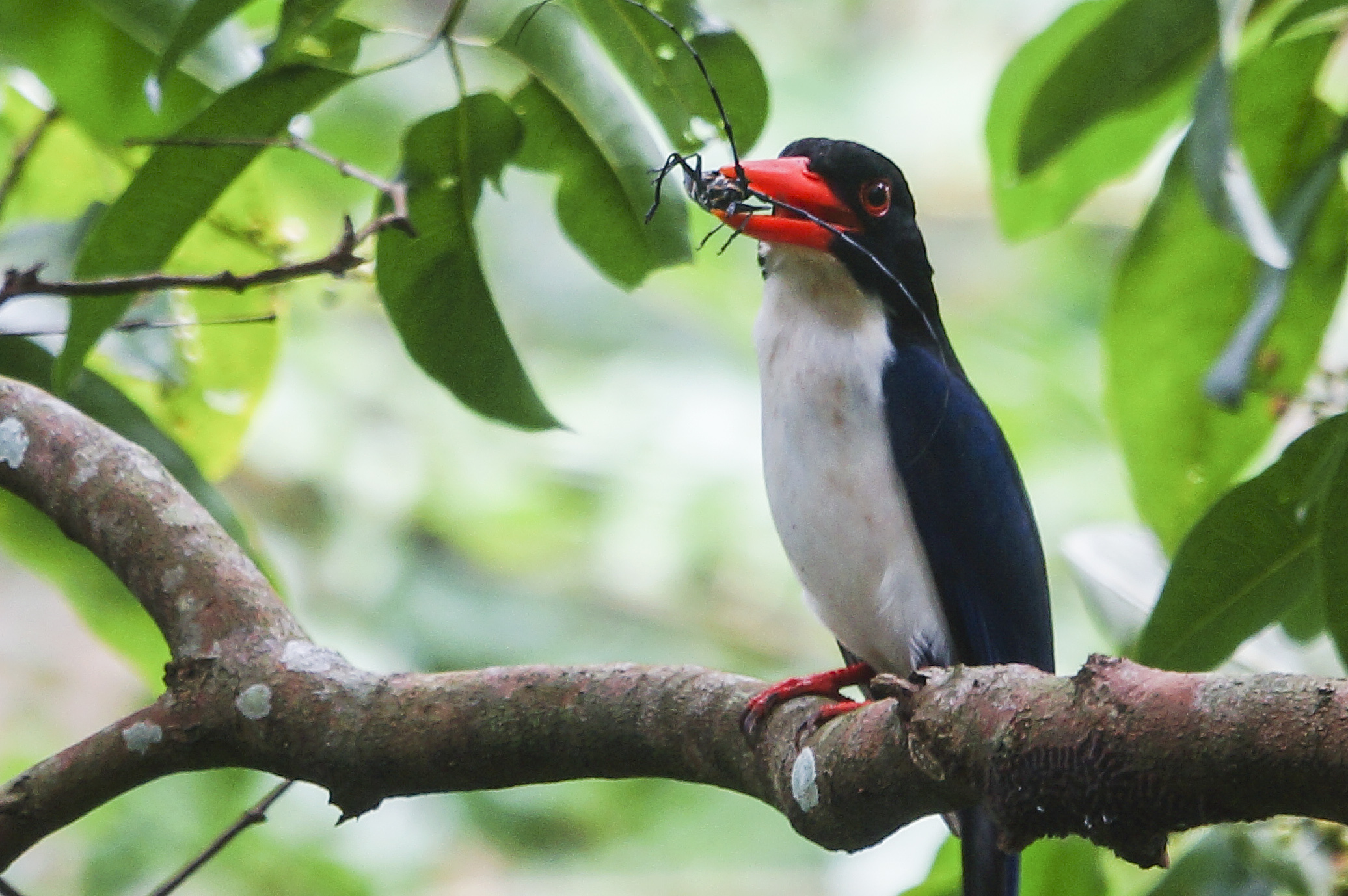
Атласная альциона поймала усача

Атласная альциона питается насекомыми и их личинками. Зарегистрировано питание мелкими рептилиями. Откладывает яйца в марте и, возможно, январе на Флоресе, а на Сумбаве — в феврале или марте. Территориальный. Гнездится в норе на земляном валу. В кладке два яйца.